# Maashees en Overloon

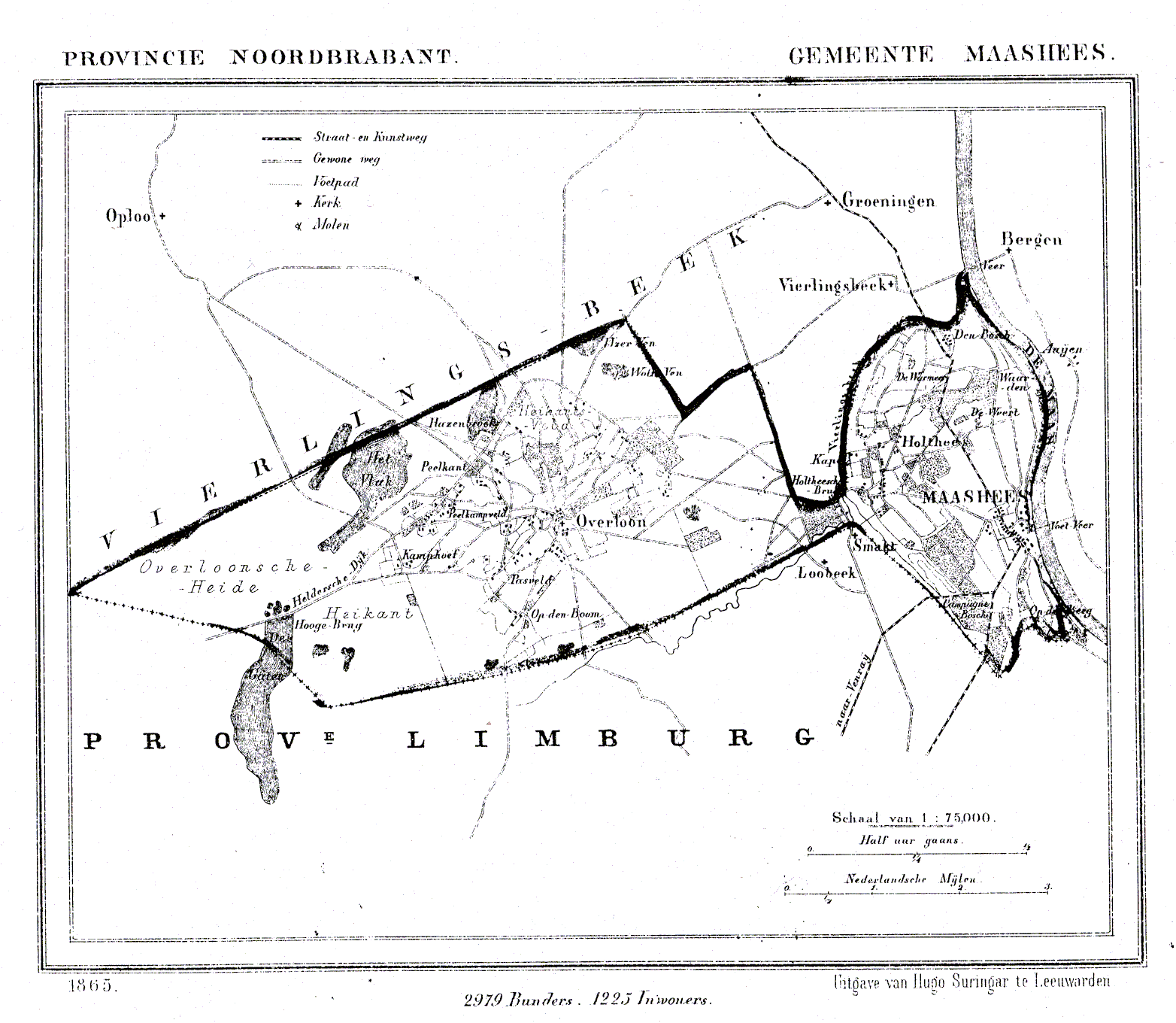
Carte de Maashees en Overloon en 1865

Maashees en Overloon est une ancienne commune néerlandaise dans la province du Brabant-Septentrional. 
La commune était composée des villages de Maashees, Holthees et Overloon. À l'est, la commune était délimitée par la Meuse et au sud par le Limbourg néerlandais. 
En 1840, la commune comptait 196 maisons et 1 152 habitants, dont 307 à Maashees, 263 à Holthees, 532 à Overloon et 50 dans le hameau de Den Bosch.
Le 1er mai 1942 la commune est supprimée et rattachée à celle de Vierlingsbeek. De nos jours, son territoire fait partie de la commune de Boxmeer.